# Hanaiborchella
Hanaiborchella is een geslacht van kreeftachtigen uit de klasse van de Ostracoda (mosselkreeftjes).

## Soorten
- Hanaiborchella disecta (Hu, 1977) Hanai, Ikeya & Yajima, 1980 †
- Hanaiborchella formosana (Hu, 1976) Hanai, Ikeya & Yajima, 1980 †
- Hanaiborchella miurensis (Hanai, 1970)
- Hanaiborchella paica (Hu, 1986)
- Hanaiborchella payehia Hu & Tao, 2008
- Hanaiborchella triangularis (Hanai, 1970) Paik & Lee, 1988
- Hanaiborchella yongsuensis Lee, 1990